# Критика релігії

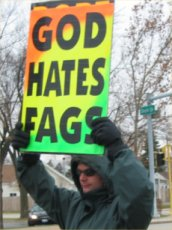

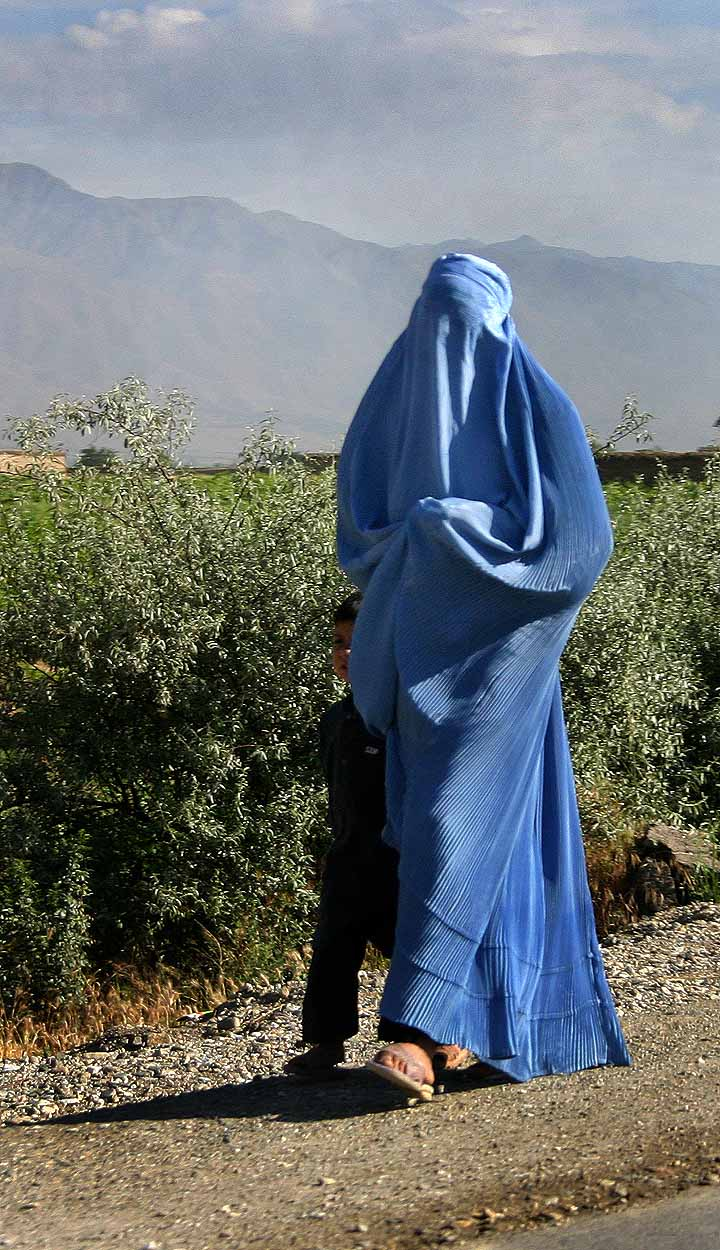

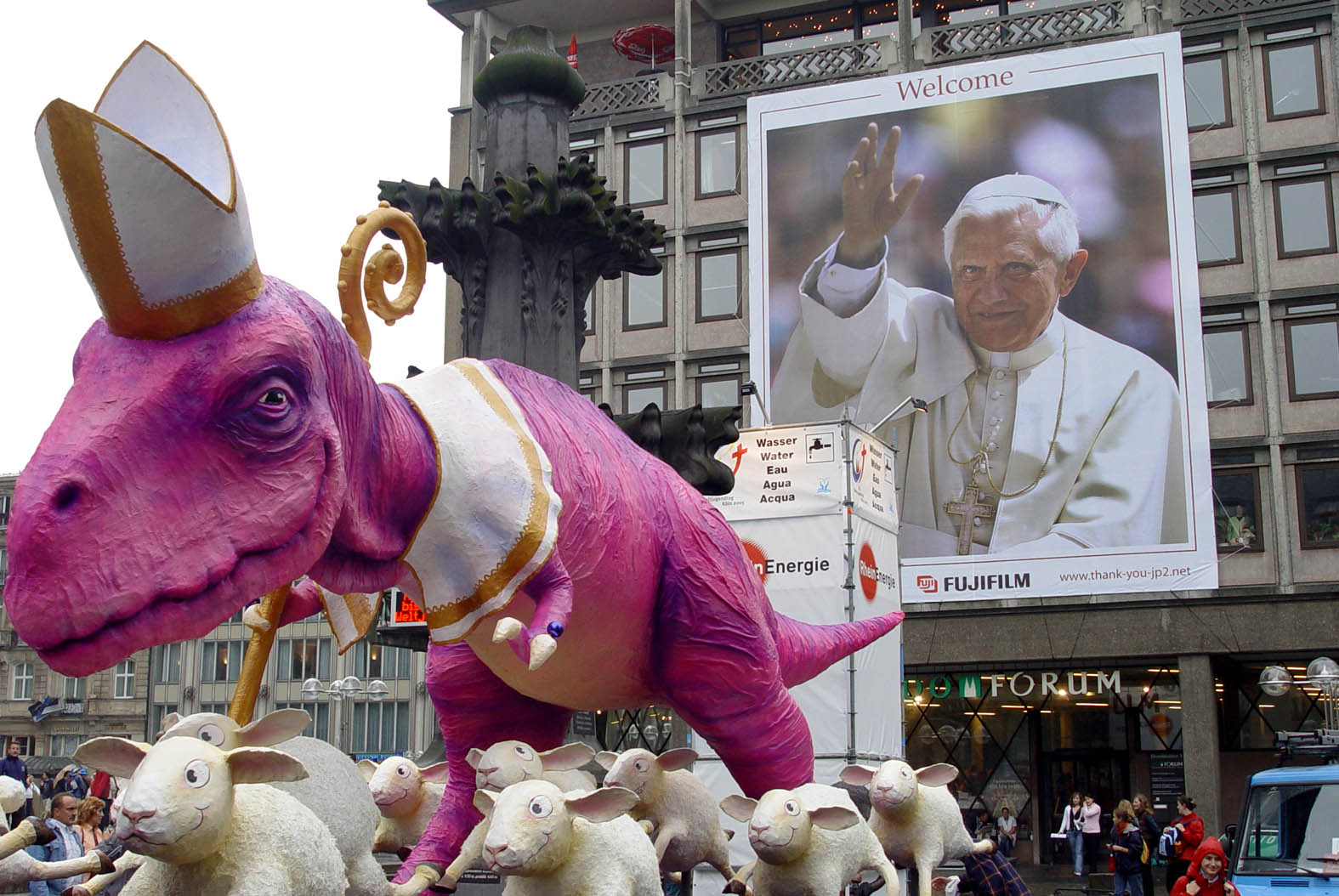

Критика релігії — це критика концепцій, доктрин, практик релігії, в тому числі пов'язаних з ними політичних і соціальних наслідків.
Критика релігії має довгу історію, починаючи з першого століття до н. е. в Стародавньому Римі і «Про природу речей» Тіта Лукреція Кара і продовжуючи до теперішнього часу з приходом Нового атеїзму, поданого такими авторами, як Сем Харріс, Деніел Деннет, Річард Докінз, Крістофер Хітченс і Віктор Стенджер.
У XIX столітті критика релігії перейшла на новий етап з виходом праці Чарльза Дарвіна «Про походження видів». Послідовники розвинули його ідеї, презентуючи еволюцію як спростування божественної участі у творенні та історії людства. Ґрунтуючись на припущеннях Дарвіна і працях Фейєрбаха, Маркс продовжив критику релігії з позицій філософського матеріалізму.
Критики релігії (Лео Таксіль, О. М. Ярославський) стверджують, що теїстичні релігії та їх священні книги не богонатхненні, а створені звичайними людьми з метою вирішення соціальних, біологічних і політичних проблем. І порівнюють позитивні аспекти релігійних вірувань (душевна розрада, організація суспільства, заохочення чистоти вдач) з їх негативними сторонами (марновірство, фанатизм).
Деякі критики вважають релігійні вірування застарілою формою свідомості, що приносить шкоду для психологічного і фізичного стану особистості (обрізання, «промивання мізків» дітям, надія на зцілення хвороб за допомогою релігійної віри замість своєчасного звернення до лікарів ), а також шкідливою для суспільства (релігійні війни, тероризм, нераціональне використання ресурсів, дискримінація гомосексуалів і жінок, стримування розвитку науки).
Російський християнський філософ, письменник і публіцист ХХ століття І. О. Ільїн у своїй праці «Аксіоми релігійного досвіду» про релігійну гетерономію  пише:

Людині буває справжнім полегшенням віддати свою «свободу» і набути почуття «вірної» «спасенності». З цього явища масової психології розумні і властолюбні люди давно вже зробили висновок: «релігійна автономія взагалі людям не під силу; вони позбавлені духовного зору і покликані до церковної покірності».
...Відмова від релігійної самодіяльності є відмова від духу релігії. Однак справжня релігійна віра — духовна і покоїться на вільному і цілісному прийнятті змісту віри.
Предметом критики можуть бути також поведінкові норми (суперечка про співвідношення релігії і моралі), з тих чи інших причин не прийняті у світському суспільстві.

### Релігія і наука
Релігія формулює основні положення  космогонії (походження світу) і антропології (походження людини), які вступають у протиріччя з деякими сучасними науковими уявленнями. У зв'язку з цим, сучасна наука критикує багато релігійних положень. Прикладом може стати боротьба прихильників креаціонізму а з теорією еволюції (критика еволюціонізму).
Релігії іноді постулюють тези, що суперечать або не узгоджуються з наявними науковими уявленнями про закони природи. Чудеса, описані у багатьох релігійних творах, можуть оцінюватися з точки зору їх відповідності законам природи.
Критично можуть оцінюватися релігійні тексти з точки зору відповідності їх  уявленням сучасним історичної науки. Наприклад, деякі місця в Біблії світськими біблеїстами розглядають як ті, що містять суперечливі факти або факти і розповіді, що не узгоджуються між собою (наприклад, різниця деяких текстових місць і питання їх тлумачення між чотирма  Євангеліями Нового Заповіту). Інтерпретація цих місць біблійними критиками може значно відрізнятися від традиційних релігійних інтерпретацій богословів і апологетів. Частина богословів (ліберального спрямування) можуть погоджуватися з цією критикою, в той час як інші (головним чином консервативні) у свою чергу можуть критично оцінювати науковий рівень цієї критики.

### Критичне осмислення релігійного досвіду
Існує гіпотеза про те, що релігійно-містичний досвід може бути винесений з симптоматики епілептичних та інших нападів, шизоїдних розладів, деменцій, досвіду термінальних станів або вживання галюциногенів. Галюцинації можуть відбуватися в деяких станах центральної нервової системи, які можуть в свою чергу викликатися перевтомою, високою температурою, голодуванням або непомірним постом  та іншими подіями.
На думку психіатра Станіслава Грофа, який експериментував з впливом ЛСД на психіку, «переживання смерті і народження, єднання із Всесвітом або з Богом, зіткнення з демонічними явищами або переживання "минулих втілень", що спостерігаються в ЛСД-сеансах, виявляються феноменологічно невідмітними від подібних переживань, описаних у священних писаннях великих релігій світу і таємних містичних текстах стародавніх цивілізацій». При цьому Гроф так оцінює досвід, отриманий в змінених станах психіки: «У холотропних станах ми переживаємо вторгнення інших вимірів буття, які можуть бути дуже інтенсивними і навіть приголомшуючими».
Різні релігії по-різному ставляться до пошуку екстатичних і містичних видінь, переживань і одкровень. Не у всіх релігіях подібний пошук заохочується, а будь містичний досвід приймається за підтвердження істинності віри. Наприклад, на думку професора богослов'я О. І. Осипова, «всі святі отці і подвижники, досвідчені в духовному житті, рішуче попереджають християнина про можливість впадання в т. зв. принадність, тобто в духовний самообман, при якому людина свої нервово-психічні, а часто і бісівські збудження і породжувані ними лжевидіння приймає за одкровення Божі».